# 穴山村
穴山村（あなやまむら）は山梨県北巨摩郡にあった村。現在の韮崎市穴山町にあたる。

## 地理
- 河川：釜無川、塩川

## 歴史
- 1889年（明治22年）7月1日 - 町村制の施行により、近世以来の穴山村が単独で自治体を形成。
- 1947年（昭和22年）6月20日 - 梅雨前線が活発化して集中豪雨が発生。釜無川の堤防が決壊[1]。
- 1954年（昭和29年）10月10日 - 韮崎町・穂坂村・藤井村・清哲村・神山村・大草村・竜岡村・旭村・中田村・円野村と合併して韮崎市が発足。同日穴山村廃止。

## 交通

### 鉄道路線
- 日本国有鉄道
  - 中央本線
    - 穴山駅

### 道路
- 国道20号